# Alessio Ward
Alessio Ward (Roma, 7 marzo 1988) è un doppiatore e direttore del doppiaggio italiano.

## Biografia
Figlio del doppiatore Andrea Ward e della dialoghista Cristina Fenuccio, è fratello maggiore dei doppiatori Mattia, Niccolò e Lucrezia Ward.

## Doppiaggio

### Cinema
- Devon Murray in Harry Potter e la pietra filosofale, Harry Potter e la camera dei segreti, Harry Potter e il prigioniero di Azkaban, Harry Potter e l'Ordine della Fenice, Harry Potter e il principe mezzosangue, Harry Potter e i Doni della Morte - Parte 1, Harry Potter e i Doni della Morte - Parte 2
- Haley Joel Osment in The Sixth Sense - Il sesto senso, Un sogno per domani, L'ultimo treno
- Joseph Cross in Jack Frost, Soluzione estrema
- Jeremy Blackman in Magnolia
- Alex D. Linz in Mamma, ho preso il morbillo
- John Robinson in Caccia spietata
- Jesse James in Conflitto di interessi
- Joseph Tello in L'agguato - Ghosts from the Past
- Marlon Vargas in La casa bruciata
- Jake Lloyd in Una promessa è una promessa
- Ignacio Serrichio in Keith
- Justin Cooper in Bugiardo bugiardo
- Colton James in The Cell - La cellula
- Hayden Tank in Regole d'onore
- Marc John Jefferies in Lontano da Isaiah
- Bobby Moat in Il mio campione
- Joe Breen in Le ceneri di Angela
- Cameron Finley in Ricominciare a vivere
- Chase Moore in Running Free
- Myles Jeffrey in Babe va in città
- Cort Kibler-Melby in Tempesta baltica
- Sutthipong Sitthijamroenkhun in Iron Ladies
- Jay Chou in Initial D - Il film
- Anton Yelchin in Gioventù violata
- Devon Werkheiser in Amore al primo... Gulp
- Rupert Grint in Moonwalkers
- Daniel Radcliffe in Swiss Army Man - Un amico multiuso
- Alexander Hilary in Cooper - Un angelo inaspettato

### Film d'animazione
- Fumino il pilotino (Andrea)
- Tarzan (Tarzan da bambino)
- Titan A.E. (Cale da bambino)
- Toy Story 2 - Woody e Buzz alla riscossa (Andy)
- Leafie - La storia di un amore (Red Hair)
- Rudolf alla ricerca della felicità (Buchi)

### Film TV e miniserie
- Marlon Vargas in La casa bruciata
- Kaj-Erik Eriksen in I 12 disastri di Natale

### Telefilm
- Gemini Barnett in Papà Noè
- Neil Henry in 24/7

### Telenovelas
- Lance Dos Ramos e Danilo Carrera in Grachi
- Santiago Ramundo in Sueña conmigo
- Ian Lucas in Dalia delle fate

### Serie animate
- Big Top in Il gatto di Frankenstein
- Monty in L'uomo invisibile
- Jude in 6teen
- David in Monster Allergy
- George in Virus Attack
- Noctis in Gormiti Nature Unleashed
- Tom Carter/T-Rex in Dinofroz
- Bonzi in Il ritorno di Jackie Chan
- Mido in Final Fantasy - La leggenda dei cristalli
- Daisaku da bambino in Giant Robot: Il giorno in cui la Terra si fermò
- Ichitaka Seto in I''s
- Jimmy Fitzsimmons in F Is for Family
- Kai in The Hollow
- Floch Forster in L'attacco dei giganti
- Byakuran in Tutor Hitman Reborn!